# (30813) 1990 QT
1990 كيو تي (ويعرف أيضًا باسم (30813) 1990 كيو تي وفق تسمية الكوكب الصغير) (بالإنجليزية: 1990 QT)‏ هو كويكب ضمن حزام الكويكبات؛ وترتيبه 30813 من حيث الاكتشاف.
اكتُشف هذا الجُرم الفلكي بواسطة اليانور إف. هيلين في 19 أغسطس 1990.

## وصلات خارجية
- (30813) 1990 QT في قاعدة بيانات مختبر الدفع النفاث لأجرام النظام الشمسي الصغيرة

- الاكتشاف · مخطط المدار ·  العناصر المدارية · المعلمات المادية

- (30813) 1990 QT على موقع ويكي سكاي: DSS2, SDSS, GALEX, IRAS, Hydrogen α, X-Ray, Astrophoto, Sky Map, Articles and images